# 际上石刻群
际上石刻群，位于福建省福州市闽清县云龙乡际上村，曾是宋朝当地文人陈祥道、陈安道兄弟的读书处，此地的摩崖石刻群被列为福建省文物保护单位。
际上石刻群中保存有南宋诗人张孝祥所题写的“起傅岩”字样，以及对侧陈祥道所刻写的“龙首岗”字样，附近张安国（即张孝祥）、萧千岩（即蕭德藻）联名题写的七言诗石刻是附属文物。“起傅岩”石刻是1985年入选的第三批县级文物保护单位。，2013年入选第八批福建省文物保护单位，类型为石窟寺及石刻，历史年代为宋代至清代。